# Lizariturry y Rezola
Lizariturry y Rezola fue una empresa española dedicada a la producción de bujías, glicerinas, parafinas y jabones con origen en San Sebastián, cuya actividad se extendió desde 1864 hasta su desaparición en la década de los 90 en el siglo XX. 

## Historia
En el año 1860, Juan Lizariturry funda la empresa “J. Lizariturry y Compañía” y construye en San Sebastián una fábrica de productos químicos llamada La Providencia sobre la que centra su producción. Cuatro años después, José Antonio Rezola se une a la firma, convirtiéndose en “Lizariturry y Rezola”, nombre que se convertiría en el definitivo para la compañía.
Al año siguiente de su fundación, el 3 de agosto de 1865, la empresa recibe en su fábrica “La Providencia" a S.M. la reina Isabel II. Esta no sería la única recepción en las instalaciones de un miembro de la Casa Real. En 1924, el Príncipe de Asturias, Alfonso de Borbón y Battenberg, acompañado de su hermano el Infante Jaime de Borbón y Battenberg, realiza una visita a la fábrica de jabón Lagarto, una de las marcas de la compañía.
En los años 20, Pedro Antequera Azpiri, polifacético artista gráfico, asume la dirección artística de la compañía y diseña en 1924 el cartel clásico del jabón Lagarto. Este cartel se convirtió en uno de los emblemas de la publicidad en España y la imagen asociada contribuyó a la rápida popularización de esta marca de jabón que terminó por eclipsar el resto de marcas de Lizariturry y Rezola.
A lo largo del siglo XX, la compañía aumentó su catálogo de productos, especializándose paulatinamente en productos de limpieza con la fabricación de detergentes o lavavajillas, sin olvidar la fabricación de jabón natural.
La compañía trasladó en la década de los 80 toda su actividad a un centro de producción en Zaragoza y, una década después, desapareció. En la actualidad, la marca Lagarto sigue siendo comercializada y producida por la empresa Euroquimica.

## Marcas
Lizariturry y Rezola contó con diversas marcas comerciales. Inicialmente utilizó como marca el nombre de su fábrica “La Providencia” pero, a comienzos del siglo XX ya tenía muchas otras marcas: Guris, Vasconia, Cantabria, Estrella del Norte y Lagarto. La única marca comercial que se ha mantenido viva hasta nuestros días ha sido esta última.
Los productos de la compañía obtuvieron diversos galardones en certámenes internacionales entre los que destacaron: Medalla de plata en las Exposiciones Universales de Burdeos en 1865 y de París en 1867, Medalla de oro en las Exposiciones Universales de Barcelona en 1888; de París en 1889 y 1900; de San Sebastián, en 1897; y de Gijón, en 1899.